# Liste der Fließgewässer im Flusssystem Sinn

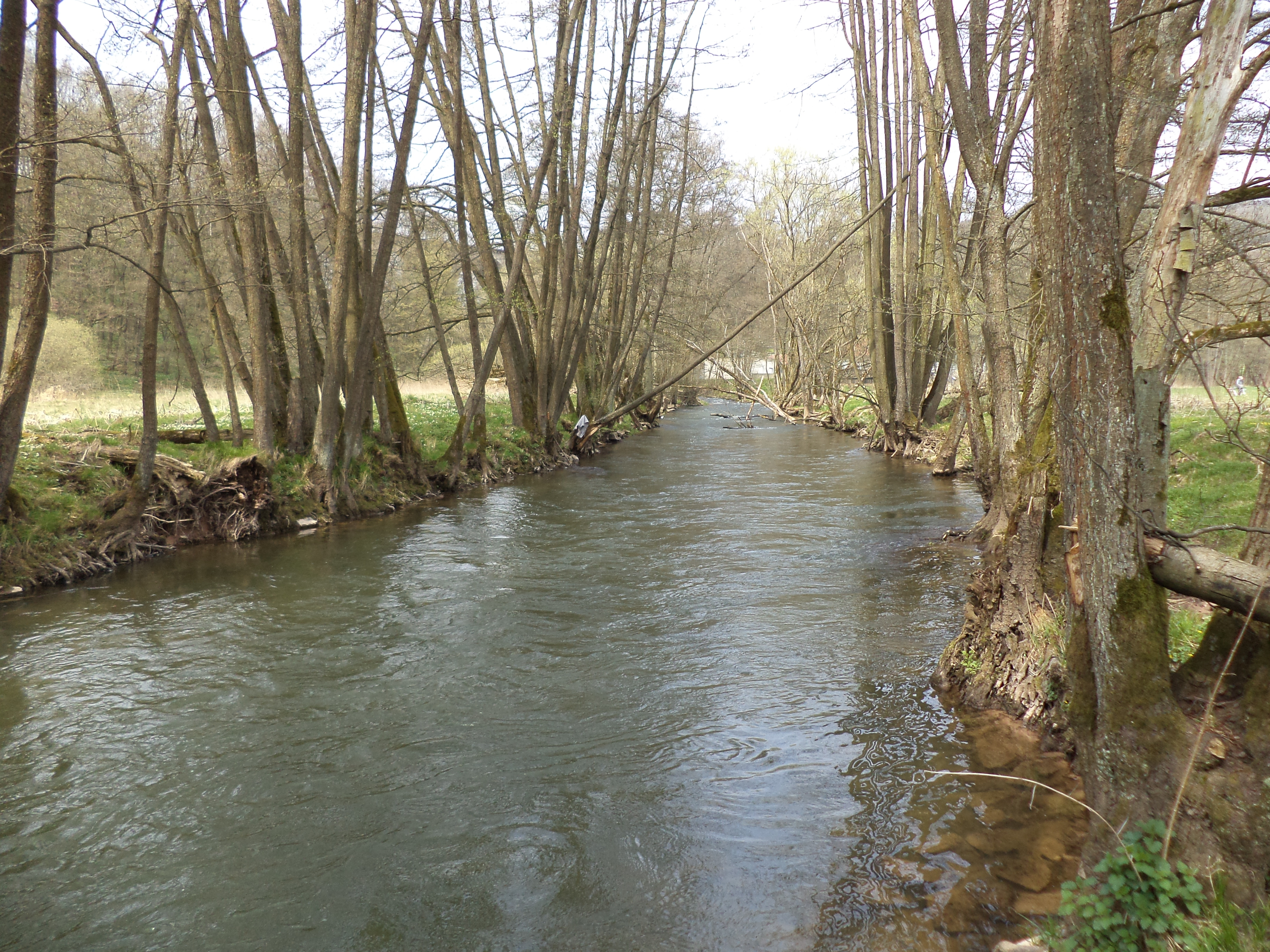
Die Sinn bei Jossa

Die Liste der Fließgewässer im Flusssystem Sinn umfasst alle direkten und indirekten Zuflüsse der Sinn, soweit sie namentlich auf der Topographischen Karte 1:25 000 Hessen (DK 25), der Topographischen Karte 1:10000 Bayern Nord (DK 10), im Kartenservicesystem des Hessischen Landesamts für Umwelt und Geologie (HLNUG) WRRL in Hessen, im Kartenwerk des Stadtplandienstes der Euro-Cities AG oder im Kartenservicesystem des Bayerischen Landesamts für Umwelt (LfU) aufgeführt werden. Namenlose Zuläufe und Abzweigungen werden nicht berücksichtigt. Wenn sich der Gewässername nach dem Zusammenfluss zweier Gewässerabschnitte ändert, werden die beiden Zuflüsse als Quellzuflüsse separat angeführt, ansonsten erscheint der Teilbereichsname in Klammern. Die Längenangaben werden auf eine Nachkommastelle gerundet. Die Fließgewässer werden jeweils flussabwärts aufgeführt. Die orografische Richtungsangabe bezieht sich auf das direkt übergeordnete Gewässer.

## Sinn
Die Sinn ist ein 69,4 km langer rechter Zufluss der Fränkischen Saale.

## Zuflüsse

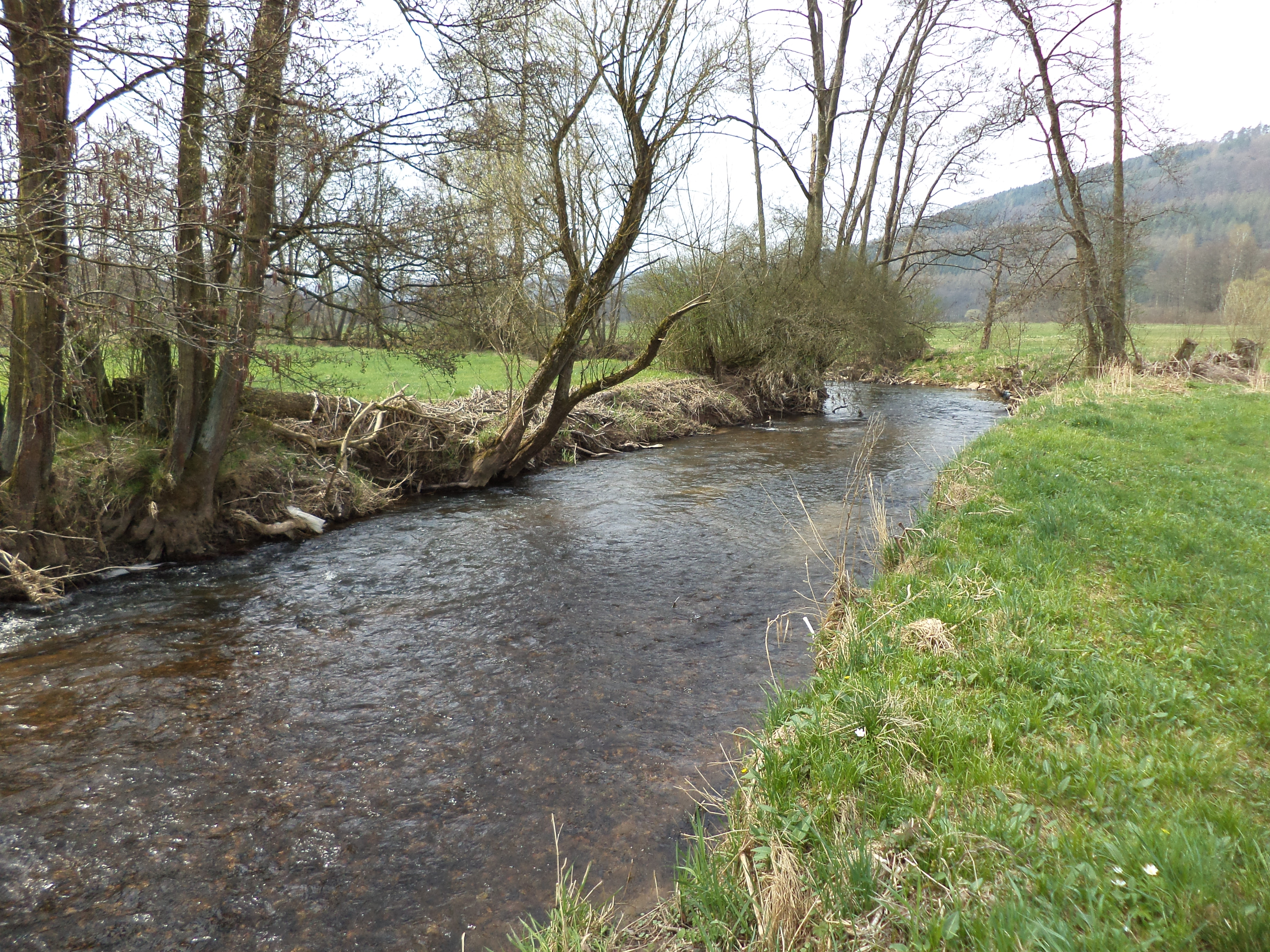
Die Schmale Sinn

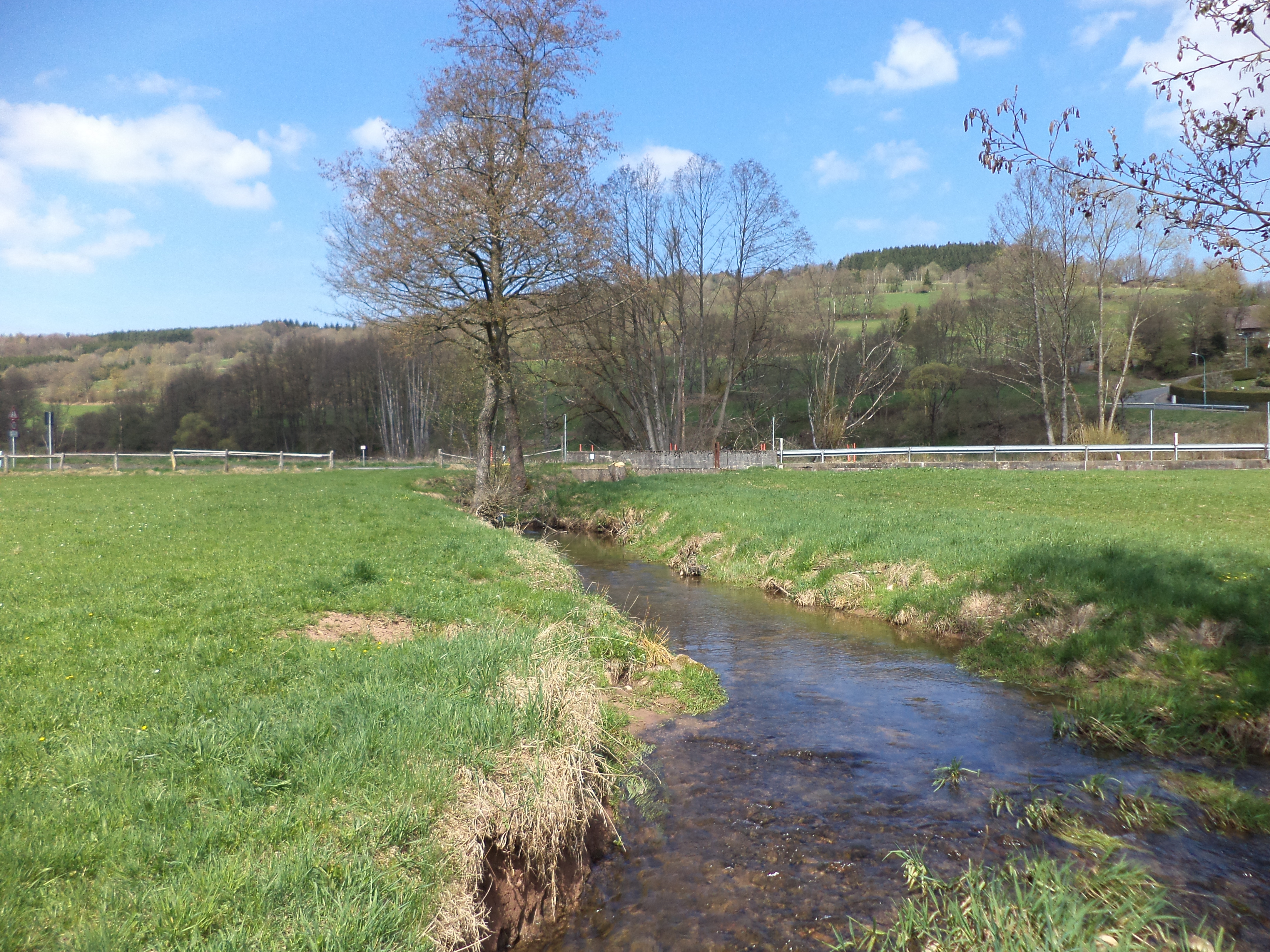
Die Gronau

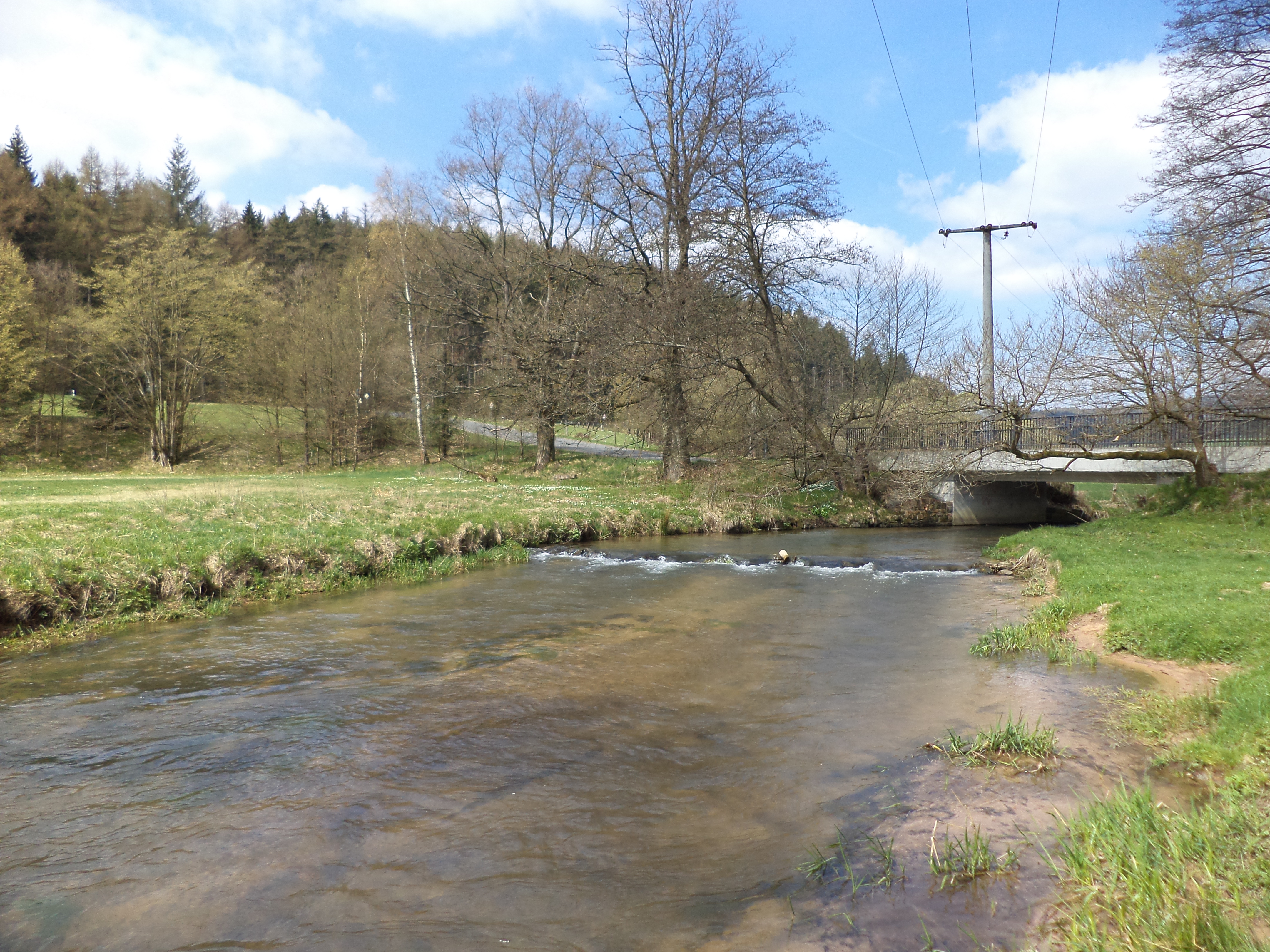
Die Jossa

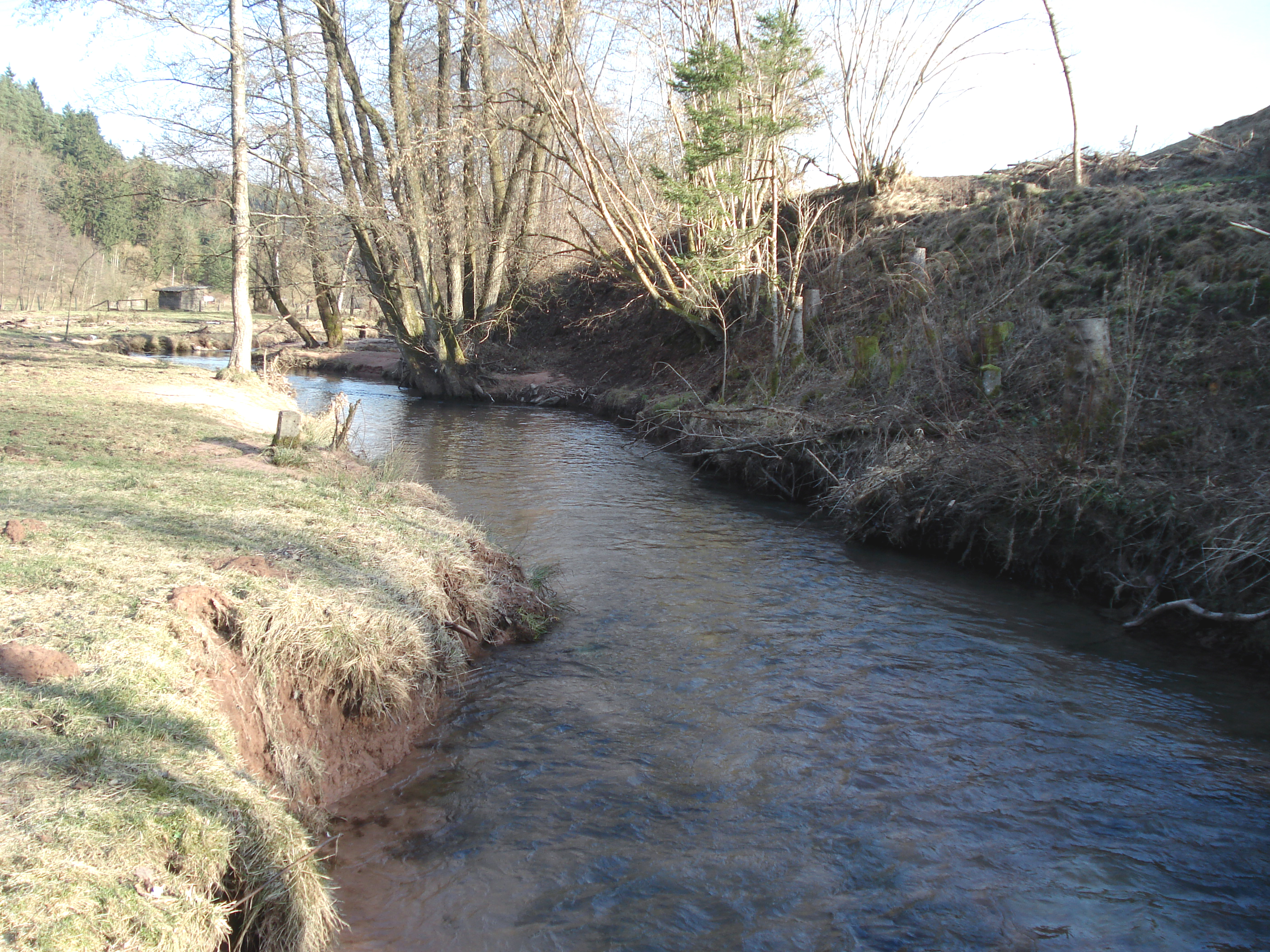
Die Aura

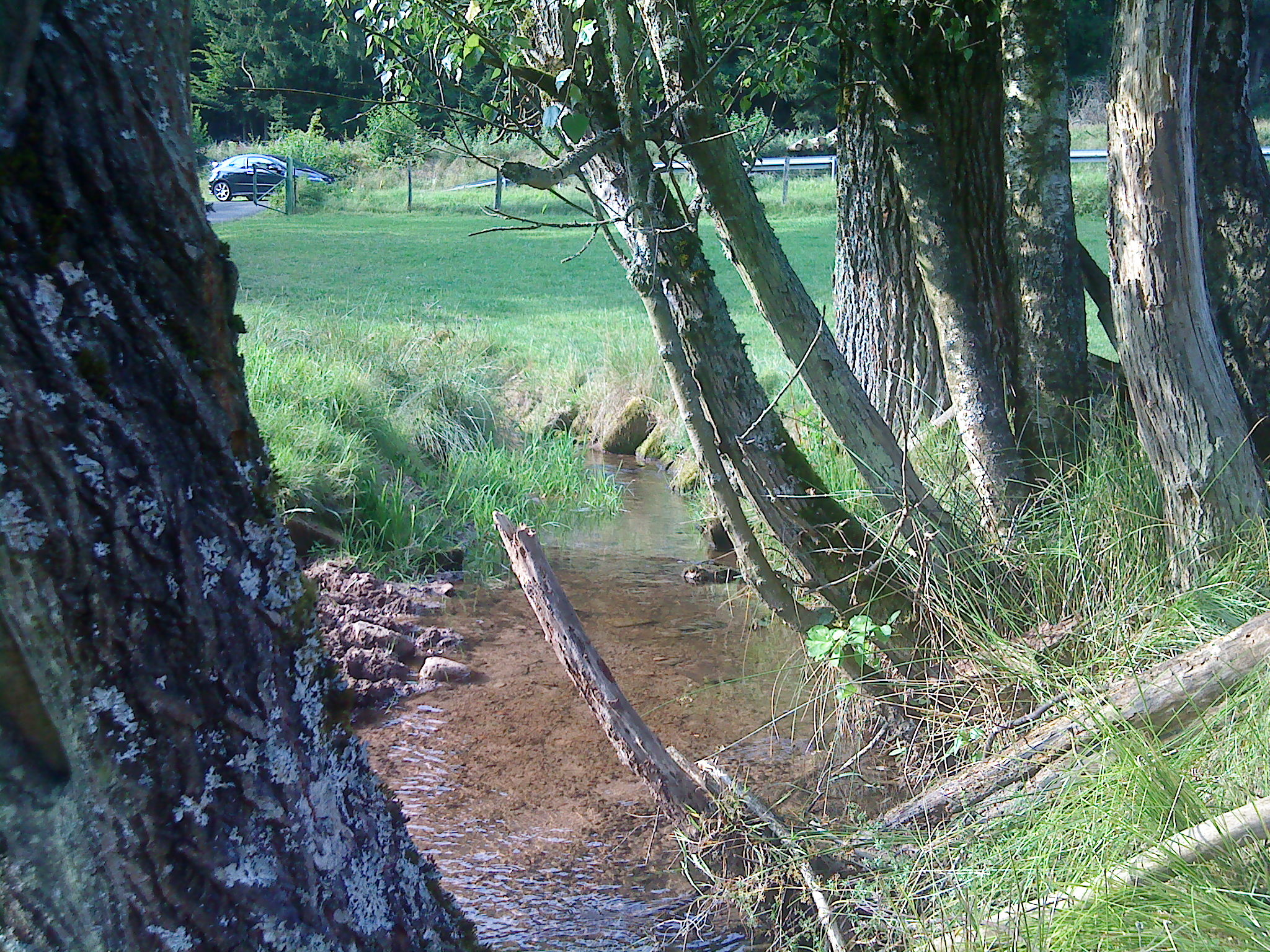
Der Wohnroder Bach

Direkte und indirekte Zuflüsse der Sinn
- Ziegelhüttengraben (rechts)
- Rotgraben (links)
- Bärnlochgraben (rechts)
- Wölbersbach (rechts)
- Nickelsgraben (links)
- Oberbach (links), 4,1 km
  - Zintersbach (rechts)
- Mittelbach (links)
- Trockenbach (links)
- Disbach (Diesbach) (rechts)
  - Hirschgraben (links)
- Milzbach (links)
- Höllgraben (rechts)
- Leimbach (rechts)
- Röthbach (links)
  - Hofgrundwasser (rechts)
- Laubertsgraben (links)
- Krechenbach (Schluppbach[A 1]) (rechts), 6,9 km
  - Weißenbach (rechts), 1,1 km
- Kretzengraben (links)
- Neubrunnengraben (links)
- Kohlgraben (links)
- Steinerner Graben (rechts)
- Schmale Sinn (Kleine Sinn[A 1]) (rechts), 27,6 km
  - Reppach (rechts)
  - Lachsbach (Lachsgraben[A 1]) (links), 4,7 km
  - Steiersbach (rechts), 3,0 km
  - Hammersbach (rechts), 5,8 km
  - Weichersbach (links), 2,3 km
  - Eschewiesengraben (rechts), 1,1 km
  - Weißenbach (links), 1,9 km
- Gerbach (rechts)
- Gronau (Gronaubach), 10,5 km (mit Westernbach)
  - Westernbach (rechter Quellbach[A 2]), 7,5 km
    - Erbsenborn (links), 0,8 km
    - Willingsbach (links)
    - Wolfsgraben (links), 1,8 km
    - Geisegraben (links), 1,4 km

  - Lederhosebach (linker Quellbach[A 3]), 5,1 km
    - Eisbach (rechter Quellbach)
    - Gottesgraben (linker Quellbach)
- Jossa (rechts), 32,3 km
  - Villbach (rechts)
  - Hungerbach[1] (rechts)
  - Kalbach[2] (rechts), 1,9 km
  - Breitenbach (links), 1,4 km
  - Ober Grund (Orber-Grund) (links), 3,9 km
  - Spirgelbach[3] (links)
  - Auragrund (rechts)
  - Mohrenbach[4] (rechts)
  - Distelbach (links), 2,3 km
  - Rohrbach (links), 7,6 km
  - Steinbach (rechts)
- Leitersbach (links)
- Aura (rechts), 8,4 km
  - Fellach (rechts), 6,6 km (mit Rengersbrunner Bach)
    - Rengersbrunner Bach (rechter Quellbach[A 4])
    - Wohnroder Bach (linker Quellbach[A 5])
- Fliesenbach (rechts), 5,2 km
  - Trockenbach (links)
- Geiersgraben (rechts)

## Flusssystem Fränkische Saale
- Fließgewässer im Flusssystem Fränkische Saale